# Мирне (село, Волноваський район)
Ми́рне (до 17 лютого 2016 року — Карла Маркса, раніше Марієнталь, Маріанополь, Марієнполь, Марксфельд) — село Комарської сільської територіальної громади Волноваського району Донецької області, Україна.

## Загальні відомості
Відстань до селища Велика Новосілка становить близько 25 км і проходить автошляхом місцевого значення.

## Історія
Лютеранське село, засноване 1870. Лютеранський приход Людіґсталь. Землі 1773 десятин. Сільрада (1931).

Карла Марксівська восьмирічна школа була розташована на центральній вулиці села Мирне (раніше  Марієнталь, Марксфельд, Карла Маркса).

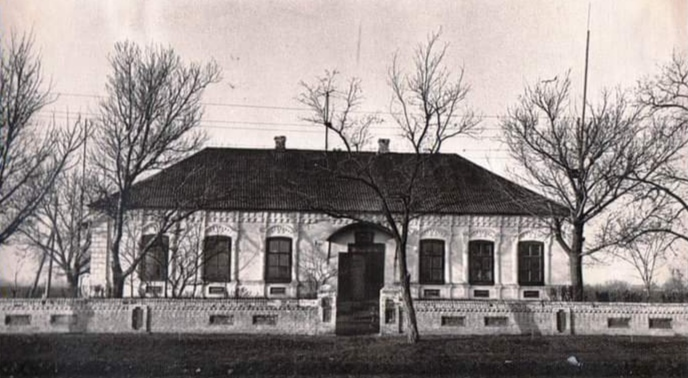
фото Марксівської восьмирічної школи

 Колись це був найбільший будинок у селі. Поряд зі школою знаходилася німецька церква. Учитель у німців одночасно був і попом цієї церкви. Викладання у школі велося на німецькій мові до 1936 року. Правда, раз на тиждень був один урок української мови. Мабуть це робилося через те, що колонія була оточена українськими селами. Учитель цієї школи жив у цьому ж приміщенні.
7 (20) листопада 1917 року, відповідно до Третього Універсалу Української Центральної Ради, увійшло до складу Української Народної Республіки.
Перший учитель, якого пам’ятають  старожили села, був Матус Яків Іванович.
Школа була початковою. До 1936 року тут в основному навчалися діти німців-колоністів.
Українці ж ходили в Новопавлівську початкову школу. Тільки декілька учнів – українців закінчили цю школу. Це Жадан Іван, Юрданова Ірина, Олексенко Олександр, Олексенко Надія, Вишкребець Павло, Вишкребець Ганна і Валентина, Головко Марія, Головко Онися і Петро. Із них більшість працювали у радгоспі «Перебудова».
Випускників-німців нікого не залишилося у селі. На початку війни вони були виселені до Казахстану. Один із них приїжджав – це Котов Володимир. Він закінчив школу у 1941 році.  Працював механіком в одному із цілинних радгоспів.
Учитель Матус Я.І. працював до періоду колективізації. Після колективізації директором школи і вчителем став працювати Шмідт. Школа залишалася початкової. Викладання, велося на німецькій мові. З 1936 року по 1941 рік викладання у школі велося на російській мові. У жовтні 1941 року фашисти окупували село. Під час окупації школа продовжувала працювати. Тільки тепер викладання велося українською. У цей час у школі працювали Байтінгель Адель Іванівна, Халабузар Олександра Степанівна, Харабаш Тамара Іванівна, Колоколова Таїсія Савеліївна.
У жовтні 1943 року, після визволення села, школа перейшла  на семирічне навчання. Спочатку у школі було тільки шість класів. Перший випуск учнів  з семирічної школи був у 1945 році. Серед випускників більшість працювали у Донецькій області. Це люди різних професій:
Гаценко Марія Захарівна – викладала математику у школі радгоспу «Донбас»,
Земляний Євген Селіверстович – був завучем школи-інтернату радгосту ім.Горького,
Мельник Григорій Макарович - працював водієм у радгоспі «Перебудова»,
Яцура Тетяна Пилипівна – була робочою у радгоспі «Перебудова,
Колоколов Михайло Савелійович працював у редакції газети у м. Красноармійську,
Шматько Лідія Федорівна працювала бухгалтером у м. Донецьку.
Серед випускників 1945-46 навчального року були :
Алюшин Михайло Трохимович, який працював у Москві, кандидат фармацевтичних наук. Його менший брат Григорій Трохимович працював інженером-металургом. Циганков Євген Денисович працював директором Карла-Марксівської та Піддубненської восьмирічних шкіл. У 1948 році школу закінчили:
Суліма Віра Прохорівна, яка працювала у Карла-Марксівській школі учителем фізичного виховання.
Мельник Володимир Пилипович працював парторгом радгоспу «Овочівник»
Зазімко Галина Андріївна працювала завідуючою дитячого садка.
Романенко Іван Андрійович був завідуючим Великоновосілківської аптеки.
Тяжкими були післявоєнні роки, село було розорене, спалене, фашисти вивезли усі матеріальні цінності місцевого колгоспу. Усе життя приходилося починати спочатку. Не дивлячись на тяжкі умови життя, Карла Марксівська школа продовжувала працювати так, як і до війни. Уряд турбувався, щоб усі діти шкільного віку відвідували школу. Надавалася матеріальна допомога. Особлива увага була звернена на тих дітей, батьки яких загинули на війні. Діти приймали активну участь у відбудові села: приводили у належний стан школу і шкільне подвір’я.
Під керівництвом учителя біології Тур Галини Пилипівни учні заклали фруктовий сад. З кожним роком площа саду збільшувалася, а через три-чотири роки  шкільний сад  став рясно плодоносити. Довгий час у школі була кролеферма. За кролями доглядали і малюки, і учні старших класів. З радістю вони рвали їм траву, прибирали у клітках. Активну участь у цьому приймали   учні: Толмачов Микола, Тур Олександр, Романенко Алла, Тур Лариса, Міщенко Лідія та інші. Робота юннатів та піонерської організації була поставлена на високий рівень. За активну участь у роботі юннатів учениця школи Федорченко Таїсія, у 1964 році, була учасницею ВСНГВ. Вона нагороджена малою срібною медаллю. Багато корисних справ зробили учні школи: посадили 1 га шкільного саду у 1964 році, заклали парк у селі Карла Маркса в 1965 році, взяли шефство за доглядом могил загиблих воїнів.  Керівництво району у селах Піддубному та Карла Маркса встановили меморіальні дошки, де записані прізвища загиблих воїнів. Кожну весну і влітку цвіли біля них чудові квіти, посаджені руками учнів школи.
Основне завдання учнів – гарно вчитись. І про це учні школи завжди пам’ятали.  Вони гарно навчалися,  відмінно себе поводили в стінах навчальних закладів,  на роботі, в радгоспах. Більшість випускників продовжували своє навчання у Зеленогайській та Комарській середніх школах. Деякі з них навчалися в інститутах, технікумах, технічних училищах. Зоотехніком був Рябчук Павло, агрономом Гаценко Олександр, учителькою молодших класів Циганкова Валентина, медичною сестрою – Мавроді О., торговельним працівником Гладуш Галина.
Усі учні навчаючись в різних школах приймали активну участь в громадській роботі.
Директорами  Карла Марксівської школи були : Матус Я.І., Шмідт -, Тур Петро Павлович та Циганков Євген Денисович.
У 1969 році Карла Марксівська восьмирічна школа увійшла до складу Піддубненської восьмирічної школи.
 
У теперішній час у приміщенні школи знаходиться правління ФГ «Головко»В.

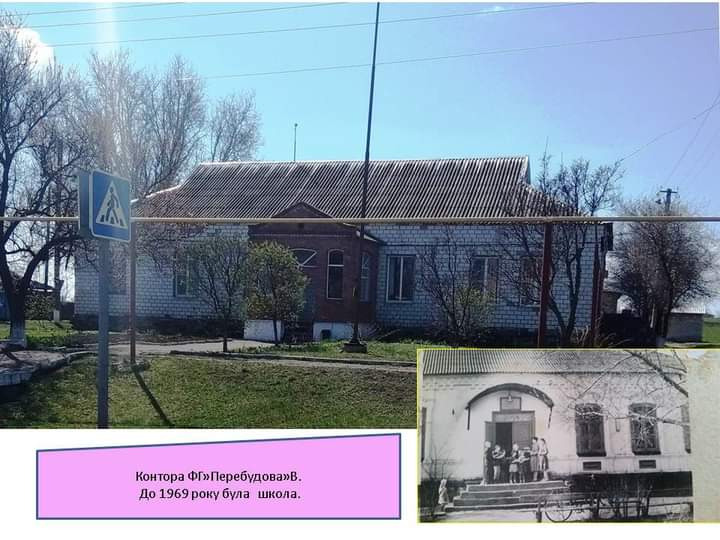
Контора ФГ»Перебудова»В. До 1969 року була школа.

## Балада про місцеву легенду: Лебедине озеро
Колись давнесенько, у краї,
У моєму малому; приблизно,
навіть, у якому часі сказати,
я не знаю, було це ще за часів панщини,
За Царя якогось там, та хто його зна...
Був, стояв тут хутір Тонкий,
було це ще до Новопавлівського,
та не важливо це, тут ось про інше:
Жили у ньому кріпаки, були не вільні,
без права на свободи, ну це то певна річ,
Хто ж не знає долі їхньої, кріпацької.
Та панував над ними не такий суворий,
не таким злючим був той Пан, який кохав свою дружину, всім серцем, всією душею.
«Знаєте, як кажуть: «разом до самісінької смерті, в один день і помруть» – це ось точно».
Ну, так от! Кохав її він сильно, для неї наказавши своїм кріпакам викопати озеро.
Узялися, зробили, викопали озеро не величке, але таким гарним воно стало, що його обрали рибки для своєї домівки.
Пташки прилітали в гості, гарним місцем, одним словом кажучи, стало воно.
Та не таким гарним кінець моєї балади опиниться, на жаль.
Пан та Пані дітей своїх не мали,
і скільки б не молилися, до багатьох церков ходили, та все надмірно, бачно не судилось їм дітей своїх нянчити.
Та ходила Пані сумна, наче калина зів'янута,
гасла, наче свіча від протягу на підвіконні,
і померла вона рано, як для свого віку,
і поховали її біля озера того самого.
Та Пан її кохав так сильно, як не кохають інші, і серце його з нею лягло у домовину, а через якийсь-то час і сам не витримав такого жалюгідного життя; життя без неї.
Отже, тіла їхні у озера поховані,
а теє озеро назвали Лебединим,
бо до могили їхньої ті прилітали щоразу,
як час настане,
Прилітали з квітками у дзьобі,
що клали до могили, дивом це здавалося,
як і те, що й саме озеро померало з часом,
А до моїх днів і не дожило.

Написав та присвятив - 
Джерело[].

## Населення
| Рік  | Кількість мешканців |
| ---- | ------------------- |
| 1905 | 285                 |
| 1910 | 305                 |
| 1918 | 371                 |
| 1926 | 454/403 нім.        |
| 1941 | 440                 |

За даними перепису 2001 року населення села становило 587 осіб, із них 65,08 % зазначили рідною мову українську, 34,41 % — російську, 0,34 % — білоруську та 0,17 % — угорську мову.